# 釜山日本人世話会

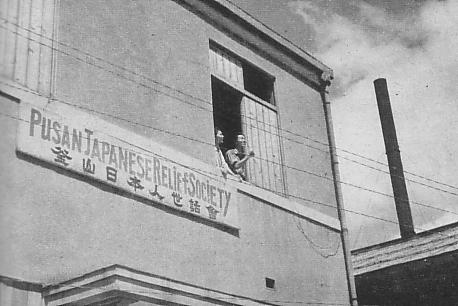
釜山日本人世話会

釜山日本人世話会（ふさんにほんじんせわかい）は、1945年（昭和20年）9月1日に朝鮮慶尚南道釜山府（現・韓国釜山広域市）で発足した団体。

## 概要
終戦により、「外国人」となった在朝日本人の援護活動や引揚事業を行う目的で設立。当初は「釜山内地人世話会」と称した。設立に際し朝鮮総督府から補助金の交付を受け、これを運営資金とした。
その後、アメリカ軍政庁との連絡を密にして事業を遂行した。釜山港は引揚港に指定されたため、釜山府内の日本人だけでなく、朝鮮各地から南下してきた引揚者の救護にもあたった。
日本人の減少に伴い組織を縮小し、1948年（昭和23年）6月に解消した。